# Матю Макконъхи
Матю Дейвид Макконъхи (на английски: Matthew David McConaughey) е американски актьор, сценарист и продуцент. Носител на награди „Оскар“, „Златен глобус“, „Сатурн“, „Сателит“, „Златна камера“, „Изборът на публиката“ и награда на „Гилдията на киноактьорите“. Известни филми с негово участие са „Време да убиваш“, „Контакт“, „Амистад“, „Сватбеният агент“, „Царството на огъня“, „Адвокатът с линкълна“, „Клубът на купувачите от Далас“, „Вълкът от Уолстрийт“, сериалът „Истински детектив“ и други.

## Биография

### Ранни години
Матю Макконъхи е роден на 4 ноември 1969 г. в малкото американско градче Ювалди, Тексас. Майка му Мери „Кей“ Кетлийн, е преподавателка в детска градина и писател, а баща му, Джеймс Доналд Макконъхи, е бивш играч в отбора по американски футбол Грийн Бей Пакърс, който има петролен бизнес. Има двама по-големи братя, Майкъл (известен още като Руустър), който също е актьор, и Пат. Родителите на Матю се развеждат и събират няколко пъти, като той разбира за това едва след смъртта на баща си през 1992 г. Смятал е, че отсъствието на майка му се дължи на продължителни отпуски и командировки. Семейството му има английски, ирландски, шотландски, шведски и немски корени. Матю е далечен роднина на генерала от американската гражданска война Дандридж МакРей.
Макар че е роден в Ювалди, Макконъхи израства и учи в тексаския град Лонгвю. По време на ученическите си години той е избран за най-красив ученик в годишника на гимназията. През 1988 г. прекарва една година в градчето Уорнървал, Австралия, по програма за образователен обмен. През 1989 г. Матю продължава образованието си в Тексаския университет, където изучава филмово и телевизионно изкуство. Дипломира се през пролетта на 1993 г.

### Кариера
Започва кариерата си с няколко реклами и му е дадена малка роля в „Dazed and Confused“ (1993). След като получава малки роли в няколко филми („Angels in the Outfield“, „Return of the Texas Chainsaw Massacre“ и „Boys on the Side“), Макконъхи прави удар с ролята си на адвокат Джейк Бриганс във „Време да убиваш“ (1996) по романа на Джон Гришам.
След като печели много почитатели, Макконъхи участва в „Контакт“ (1997), „Амистад“, „Братята Нютън“, „Ед телевизията“ и „Подводница U-571“. В началото на 21 век участва в романтични комедии като „Сватбеният агент“ (2001) и „Как да разкараш гаджето за 10 дни“ (2003).
През 1997 г. печели Филмовата награда на MTV за най-добро пробивно изпълнение във „Време да убиваш“.

### Личен живот
През 2006 г. Макконъхи се запознава с бразилския модел, дизайнер и участник в телевизионни продукции Камила Алвес, с която започва да се среща. На 25 декември 2011 г. двамата се сгодяват, а шест месеца по-късно (на 9 юни 2012 г.) сключват брак в Остин, Тексас, където живеят. Матю и Камила имат три деца, от които две момчета и едно момиче. Първият им син – Леви Алвес Макконъхи, се ражда през 2008 г., дъщеря им – Вида Алвес Макконъхи, се ражда през 2010 г., а последното дете Ливингстън Алвес Макконъхи, се появява на бял свят през 2012 г.

## Филмография
| година | филм                                 | оригинално заглавие                       | роля                  | режисьор                | бележки |
| ------ | ------------------------------------ | ----------------------------------------- | --------------------- | ----------------------- | --- |
| 1992   | Объркани и непокорни                 | Dazed and Confused                        | Дейвид Уудерсън       | Ричард Линклейтър       | |
| 1994   | Ангели на игрището                   | Angels in the Outfield                    | Бен Уилямс            | Уилям Диър              | |
| 1994   | Тексаско клане: Следващо поколение   | The Return of the Texas Chainsaw Massacre | Вилмър                | Ким Хенкел              | |
| 1995   | Забранено за момчета                 | Boys on the Side                          | Аб                    | Хърбърт Рос             | |
| 1996   | Самотна звезда                       | Lone Star                                 | Бъди Дийдс            | Джон Сейлс              | |
| 1996   | Време да убиваш                      | A Time to Kill                            | адвокат Джейк Бриганс | Джоел Шумахер           | |
| 1996   | По-голям от живота                   | Larger Than Life                          | Тип Тъкър             | Хауърд Франклин         | |
| 1997   | Контакт                              | Contact                                   | Палмър Джос           | Робърт Земекис          | |
| 1997   | Амистад                              | Amistad                                   | Роджър Болдуин        | Стивън Спилбърг         | |
| 1998   | Братята Нютън                        | The Newton Boys                           | Уилис Нютън           | Ричард Линклейтър       | |
| 1999   | Ед телевизията                       | Edtv                                      | Ед Пекърни            | Рон Хауърд              | |
| 2000   | Подводница U-571                     | U-571                                     | Андрю Тайлър          | Джонатан Мостоу         | |
| 2000   | Сексът и градът                      | Sex and the City                          | Матю Макконъхи        |                         | Телевизионен сериал |
| 2001   | Сватбеният агент                     | The Wedding Planner                       | Стийв Едисън          | Адам Шанкман            | |
| 2001   | Грях                                 | Frailty                                   | Фентън Мейкс          | Бил Пакстън             | |
| 2002   | Царството на огъня                   | Reign of Fire                             | Дентън Ван Зан        | Роб Боуман              | |
| 2003   | Как да разкараш гаджето си за 10 дни | How to Lose a Guy in 10 Days              | Бен Бари              | Доналд Петри            | |
| 2005   | Хазарт                               | Two for the Money                         | Брандън Ланг          | Ди Джей Карузо          | |
| 2005   | Сахара                               | Sahara                                    | Дърк Пит              | Брек Ейснър             | |
| 2006   | Фалстарт                             | Failure to Launch                         | Трип                  | Том Дей                 | |
| 2006   | Безсмъртните Маршал                  | We Are Marshall                           | Джак                  | Джоузеф Макгинти Никъл  | |
| 2008   | Златна възможност                    | Fool's Gold                               | Фин                   | Анди Тенант             | |
| 2008   | Тропическа буря                      | Tropic Thunder                            | Рик Пек               | Бен Стилър              | |
| 2008   | Сърфист                              | Surfer, Dude                              | Стив Адингтън         |                         | |
| 2009   | Призраци на бивши гаджета            | Ghosts of Girlfriends Past                | Конър Мийд            | Марк Уотърс             | |
| 2011   | Адвокатът с Линкълна                 | The Lincoln Lawyer                        | Мик Халър             | Брад Фърман             | |
| 2011   | Бърни                                | Bernie                                    | Дани Бък              | Ричард Линклейтър       | |
| 2011   | Убиецът Джо                          | Killer Joe                                | Джо Купър             | Уилям Фридкин           | Печели награда Сатурн за най-добър актьор |
| 2012   | Вестникарчето                        | The Paperboy                              | Уорд Янсен            | Лий Даниълс             | Печели наградата на Филмовите критици от Охайо за най-добър актьор на годината |
| 2012   | Мъд                                  | Mud                                       | Мъд                   | Джеф Никълс             | Печели наградата на Филмовите критици от Охайо за най-добър актьор на годината |
| 2012   | Професия: Стриптизьор                | Magic Mike                                | Далас                 | Стивън Содърбърг        | Номиниран за награда за най-добра поддържаща мъжка роля от „Изборът на критиците“ |
| 2013   | Клубът на купувачите от Далас        | Dallas Buyers Club                        | Рон Уудръф            | Жан-Марк Вале           | Печели Оскар за най-добра мъжка роля; Печели Златен глобус за най-добър актьор в драматичен филм; Номиниран за международната награда за най-добър актьор на „Австралийската асоциация за филмово и телевизионно изкуство“; Печели награда за най-добра мъжка роля от „Изборът на критиците“ |
| 2013   | Вълкът от Уолстрийт                  | The Wolf of Wall Street                   | Марк Хана             | Мартин Скорсезе         | |
| 2014   | Истински детектив                    | True Detective                            | Ръст Коул             | по идея на Ник Пизолато | Телевизионен сериал, сезон 1; Номиниран за Еми за най-добра мъжка роля в драматичен сериал |
| 2014   | Интерстелар                          | Interstellar                              | Купър                 | Кристофър Нолан         | |
| 2015   | Море от дървета                      | The Sea of Trees                          | Артър Бренан          | Гас Ван Сант            | |
| 2016   | Свободният щат                       | Free State of Jones                       | Нютън Найт            | Гари Рос                | |
| 2016   | Кубо и пътят на самурая              | Kubo and the Two Strings                  | Бръмбар (глас)        | Травис Найт             | анимационен филм |
| 2016   | Злато                                | Gold                                      | Кени Уелс             | Стивън Гаган            | |
| 2016   | Ела, изпей!                          | Sing                                      | Бъстър Муун (глас)    | Гарт Дженингс           | компютърна анимация |
| 2017   | Тъмната кула                         | The Dark Tower                            | Уолтър                | Николай Арсел           | |
| 2018   | Хлапето Рик                          | White Boy Rick                            | Ричард Верше          | Ян Деманж               | |
| 2019   | Плажният безделник                   | The Beach Bum                             | Муундог               | Хармъни Корин           | |
| 2019   | Джентълмените                        | The Gentlemen                             | Мики Пиърсън          | Гай Ричи                | |
| 2019   | Фатално затишие                      | Serenity                                  |                       | Стивън Найт             | |
| 2021   | Ела, изпей! 2                        | Sing 2                                    | Бъстър Муун (глас)    | Гарт Дженингс           | компютърна анимация |